# Kaj van der Voort
Kaj van der Voort (Beverwijk, 5 juli 1996) is een Nederlands presentator en zanger. Hij was vier jaar lang lid van de boyband B-Brave.

## Carrière

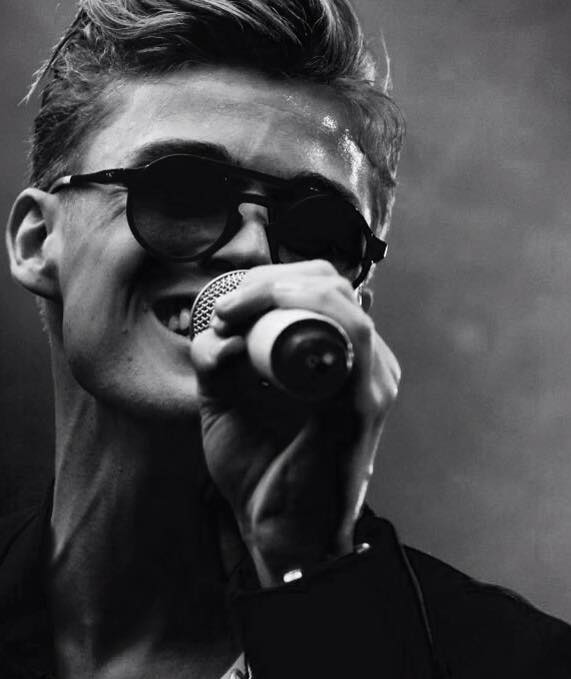
Van der Voort tijdens een optreden van B-Brave (2014)

In 2006 zong Van der Voort een duet met de Vlaamse zangeres Dana Winner. Enige tijd later deed hij auditie voor Kinderen voor Kinderen en werd bij het koor aangenomen. In 2007 mocht hij bij 'Kinderen voor Kinderen 28' het solonummer De liefste oma van de wereld inzingen, geschreven door Claudia de Breij. Dit nummer was tevens te zien in de jaarlijkse tv-uitzending van Kinderen voor Kinderen. In 2013 begon de boyband B-Brave waar Van der Voort deel van uitmaakte. Deze band deed mee aan het vijfde seizoen van X Factor en eindigde op de derde plaats. De band stopte in 2017. 
In 2015 maakte Van der Voort zijn acteerdebuut in de film Fashion Chicks. In 2017 vormde Van der Voort een dansduo met zangeres Maan in het dansprogramma Dance Dance Dance, waar ze op de derde plaats eindigden. Ook presenteerde hij datzelfde jaar een online serie voor GOGO jongerenreizen. In het najaar van 2018 was Van der Voort een van de deelnemers aan het programma Boxing Stars. Sinds 2019 is Van der Voort presentator van het Nickelodeon Familie Festival. Ook was hij in 2019 en 2020 een van de deelnemers aan de televisiequiz The Big Music Quiz. 
Op 24 juli 2020 kwam Van der Voort na twee jaar muzikale stilte met een nieuwe single, Gevangen in gedachten. In 2021 deed Van der Voort mee aan De Alleskunner VIPS. In 2022 speelde Van der Voort de rol van Max in de K3: Kom erbij! tour waar hij samen met K3 in Vlaanderen en Nederland optrad. Ook was hij te zien in de derde editie van Scrooge Live als de jonge Ebenezer Scrooge. Het jaar daarop nam hij deel aan Serious Christmas.
Van 2022 tot 2023 was Van der Voort een van de bekende Nederlanders in het kinderprogramma De Faker.

## Musicals

### Ciske de Rat
In 2007 deed Van der Voort auditie voor de musical Ciske de Rat. Tijdens een speciale opleiding voor de musical werden Van der Voort, Dave Dekker en enkele anderen door Joop van den Ende en Paul Eenens (regisseur van Ciske de Rat) geselecteerd om samen met Danny de Munk op te treden tijdens het Musical Awards Gala. Na enkele weken werd bekendgemaakt dat Van der Voort was geselecteerd als een van de spelers van de rol van Ciske de Rat. Van 2007 tot en met 2009 heeft hij deze rol circa vijftig keer gespeeld.

### Mamma Mia!
Van der Voort deed van maart 2019 tot juli 2019 en van 14 augustus 2019 tot 24 augustus 2019 mee in de musical Mamma Mia! en vertolkte de rol van Sky. In 2024 volgde een rol in de ABBA-show Mamma Mia! The Party.

## Eigen singles
Eind 2008 nam Van der Voort zijn eerste single op, geschreven door Jo Smeets. Eind 2012 bracht hij een kerstnummer uit, getiteld 'Deze Kerst'. 10 november 2017 kwam zijn single Mee naar haar. Het nummer behaalde de 52ste plaats in de iTunes Top 100.